# ISO/CEI 11801

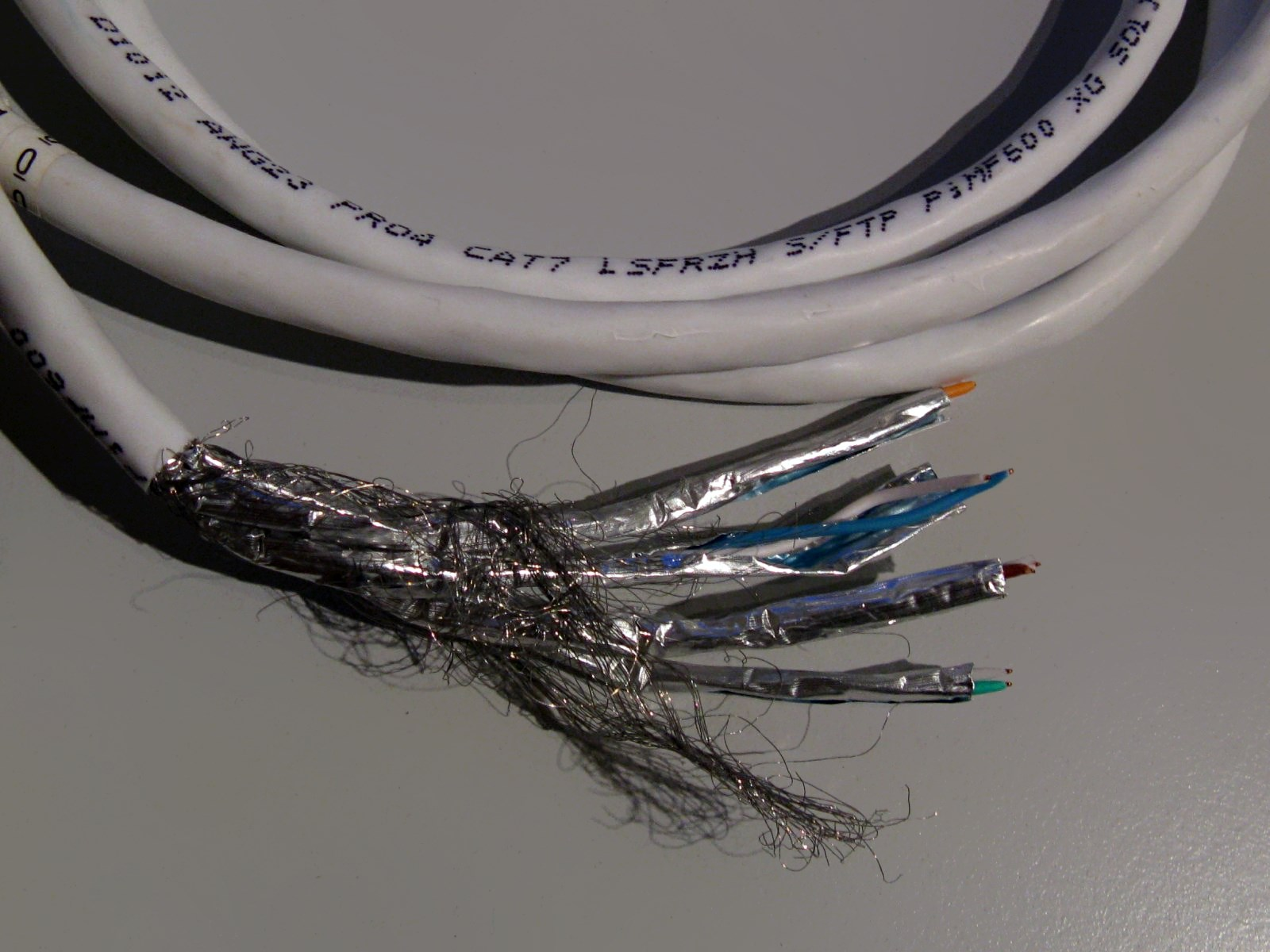
Un câble de catégorie 7, spécifié par la norme ISO/CEI 11801:2002.

La norme internationale ISO/CEI 11801 publiée par le ISO/CEI JTC1 SC25 WG3 (groupe de travail 3 (WG3) du sous-comité 25 (SC25) du comité technique mixte ISO/CEI JTC1) spécifie les recommandations en matière de systèmes de câblage de télécommunication (câblage structuré). Cette norme possède un champ d'application très large (téléphonie analogique et RNIS, différents standards de communication de données, systèmes de contrôle et de gestion technique du bâtiment, automatisation de production). Il couvre à la fois le câblage cuivre et en fibre optique. Ce standard a été conçu pour l'usage dans les locaux commerciaux consistant en un seul et même bâtiment, ou en plusieurs bâtiments regroupés en campus. 
Il est optimisé pour des locaux s'étendant jusqu'à 3 km, avec jusqu'à 1 km2 d'espaces de bureaux, accueillant entre 50 et 50 000 personnes, mais peut également être appliqué à des installations en dehors de ces limites. 
Un standard correspondant pour l'environnement SOHO (de l'anglais Small Office and Home Office) est la norme ISO/CEI 15018, qui couvre également les liens 1,2 GHz pour les applications télévision câble et satellite.
Un standard correspondant pour l'environnement industriel est la norme ISO/CEI 
Une spécification plus précise concernant les centres de traitement de données est définie dans la norme ISO/CEI 24764.

## Généralités
Il est important de noter que la norme ISO/CEI 11801 elle-même ne définit pas les caractéristiques techniques des composants, qui sont définis par ailleurs dans différentes normes. Elle définit simplement les performances globales d'une liaison (partie "lien channel") par l'utilisation de composants d'une certaine catégorie.
Aucune référence aux normes EIA/TIA 568B n'est faite dans cette norme, bien que certains membres du comité JTC1/SC25/WG3 siègent également aux groupes de travail de l'EIA/TIA.

## Classes de liens
Le standard actuel définit différentes classes d'interconnexion par paires torsadées, qui diffèrent selon la fréquence maximum de transmission requise :
- Classe A: jusqu'à 100 kHz
- Classe B: jusqu'à 1 MHz
- Classe C: jusqu'à 16 MHz
- Classe D: jusqu'à 100 MHz
- Classe E: jusqu'à 250 MHz
- Classe EA : jusqu'à 500 MHz
- Classe F: jusqu'à 600 MHz
- Classe FA : jusqu'à 1 GHz

L'impédance standard du lien est 100 Ω. (L'ancienne version du standard datant de 1995 permettait également 120 Ω et 150 Ω pour les classes A à C, mais ces impédances furent supprimées depuis l'édition 2002.)